# Get Up 10
«Get Up 10» (с англ. — «Поднимусь в десятый раз») — песня, записанная американской хип-хоп-исполнительницей Карди Би для её дебютного студийного альбома Invasion of Privacy. Композиция была написана Карди Би и Pardison Fontaine при участии продюсеров The Beat Bully, DJ SwanQo и Шона Аллена. В песне содержатся строчки из трека «Dreams and Nightmares» рэпера Meek Mill, вследствие чего он и авторы данного трека попали в авторские кредиты «Get Up 10».

## Запись
Трек был записан в октябре 2017 года, тогда же предполагалось, что трек может стать синглом в поддержку следующего альбома. Однако релиз пластинки был перенесен на весну 2018 года, а Карди вообще решила убрать «Get Up 10» из трек-листа. Она не хотела, чтобы песня была похожа на материал из её раннего творчества, и она совсем не звучала как потенциальный хит. Трек все же был включён в альбом, поскольку исполнительница поняла, что это песня единственная, которая описывает её жизненный путь. По словам Карди, это одна из её самых важных для неё песен.

## Критика
Песня получила положительные отзывы таких изданий как Variety, Billboard, GQ и XXL.

## Живые выступления
Впервые песня была исполнена вживую 16 октября 2018 года на премии «BET Hip Hop Awards».
| Чарт (2018)                           | Пиковая позиция |
| ------------------------------------- | --------------- |
| Канада (Billboard Canadian Hot 100)   | 67              |
| США (Billboard Hot 100)               | 38              |
| США (Billboard Hot R&B/Hip-Hop Songs) | 23              |

| Регион | Сертификация | Продажи |
| --- | ------------ | ------- |
| США (RIAA) | Золотой      | 500 000 |
| * Данные о продажах приведены только на основе сертификации. · ^ Данные о тиражах приведены только на основе сертификации. · Данные о продажах + прослушиваниях приведены только на основе сертификации. |              |         |